# 東海林隆
東海林 隆（しょうじ たかし、1933年6月22日 - 2022年2月9日）は、博報堂DYホールディングス相談役、博報財団理事。博報堂史上初めてクリエイティブ部門出身で社長となった。2011年第30回白川忍賞、2016年11月旭日中綬章を受章。

## 来歴・人物
山形県出身。多摩美術大学図案科卒業後、八歐電機（現：富士通ゼネラル）入社。宣伝部で働くが、3年で独立しデザイン事務所を興す。独立から3年後、日本航空の仕事ができるグラフィックデザイナーを探していた博報堂から社員になることを条件に声がかかり、「日航のような大きな仕事はひとりではできない」として、博報堂入りを決める。
デザイナーからテレビCMなど広告の企画、制作を指揮するディレクターに昇格してからも話題作を相次いで制作し、日本航空、ソニーなどのCMでACC賞やクリオ賞などの国内外の広告賞を多数受賞した。
オーナーと一部経営陣が主導権を巡って争ったお家騒動がようやく収まり、社長に就任した大蔵省出身の近藤道生が経営改革を進める中、クリエイティブディレクターとして多くの制作者を指揮し、優秀な作品をまとめた手腕が認められ、1976年12月、新設された第4本部長に就任した。
1980年取締役に選任。翌年にはモノ優先の社会から生活者優先の社会に世の中が変化していると感じ、その先端を探る部署として博報堂生活総合研究所の創設を提案し、初代所長となった。
1999年2月、近藤、磯邊と2代続いた大蔵省出身者の後を受け、初の生え抜き、制作畑出身として社長に就任。
2003年10月、博報堂、大広、読売広告社の3社の株式移転によって設立された博報堂DYホールディングスが発足すると代表取締役会長を担う。2006年4月、同相談役に退く。
2022年2月9日、間質性肺炎のため、横浜市内の病院で死去。88歳没。

## 略歴
- 1957年 - 多摩美術大学図案科卒業後、八歐電機入社。
- 1960年 - デザイン事務所設立。
- 1963年 - 博報堂入社。
- 1976年 - 同第4本部長。
- 1980年 - 同取締役。
- 1985年 - 同常務取締役。
- 1989年 - 同専務取締役。
- 1991年 - 同代表取締役副社長。
- 1994年 - 同代表取締役社長。
- 1999年2月 - 同代表取締役会長。
- 2003年10月 - 博報堂DYホールディングス代表取締役会長。
- 2006年4月 - 博報堂DYホールディングス相談役、博報財団理事。

## 映画作品
- 1985年7月20日 - 「ビルマの竪琴」
- 1986年3月15日 - 「アリオン」
- 1991年7月20日 - 「おもひでぽろぽろ」
- 1992年4月11日 - 「豪姫」
- 1994年7月16日 - 「総天然色漫画映画 平成狸合戦ぽんぽこ」
- 1995年3月11日 - 「ガメラ 大怪獣空中決戦」
- 1995年7月15日 - 「耳をすませば」
- 1996年1月27日 - 「Shall we ダンス?」
- 1996年7月13日 - 「ガメラ2 レギオン襲来」
- 1998年5月16日 - 「卓球温泉」
- 1999年3月6日 - 「ガメラ3 邪神覚醒」
- 1999年7月17日 - 「ホーホケキョ となりの山田くん」